# Black Metal Nacional Socialista
El black metal nacionalsocialista (por sus siglas en inglés NSBM), black metal de orgullo blanco o black metal de poder blanco (por sus siglas en inglés WPBM) es un movimiento musical dentro del black metal que promueve las ideas del neonazismo y el supremacismo blanco. Los artistas del NSBM o WPBM combinan la imaginería neonazi o supremacista blanca con la estética del black metal, incluyendo ocultismo nazi o perennialismo y puntos de vista folkish, siempre desde un punto de vista racista. Algunos lo catalogan como völkisch. Según Mattias Gardell, los músicos del NSBM o WPBM ven esta ideología como "una extensión lógica de la disidencia política y espiritual inherente al black metal".
Los artistas de NSBM o WPBM no siempre son explícitos con sus creencias políticas en la música, sino que expresan sus creencias fuera del escenario. Artistas que sostienen creencias de extrema derecha y separatismo blanco, pero no expresan estas en su música no son siempre considerados NSBM o WPBM entre los seguidores de black metal, pero pueden ser etiquetados como tales por analistas externos. Algunas bandas de black metal también han hecho referencias a Alemania nazi puramente para escandalizar, utilizando chic nazi como algunas bandas de rock. Mientras que algunos black metalheads relacionados con el RABM boicotean relacionados con el a los artistas de NSBM o WPBM, muchos son indiferentes o afirman apreciar la música sin apoyar a los músicos.
El NSBM o WPBM como movimiento desarrolló presencia no sólo en países de Europa, sino que también ha sido adaptado a escenas de países de otros continentes, tales como las bandas del sello O.N.S.P. en México, influenciados por la A.R.M.; la Samurai Spirits Skinheads en Japón y que toman inspiración del Imperio Japonés; o el Darah & Maruah Tanah Melayu presente en otros países asiáticos como Malasia, Singapur e Indonesia. Todas estas escenas de NSBM o WPBM no europeas reemplazan el nacionalismo blanco por otras formas de neofascismo locales.

## Negación de identidad
Algunos grupos han negado ser etiquetados como NSBM, y afirman que son paganos o prefieren el sello " black metal nacionalista", aludiendo al hecho de que el paganismo moderno y el nacionalismo romántico no necesariamente recaen en posturas fascistas. Las declaraciones oficiales contra este sello han sido hechas por bandas como Graveland. Akitsa, un grupo que a veces se rumorea que es NSBM, hizo fuertes declaraciones contra la ideología nazi y todo el género NSBM. ucraniana Nokturnal Mortum ha hecho esfuerzos para distanciarse del movimiento, pero todavía siguen participando ocasionalmente en algunas prácticas de NSBM como tocar en festivales celebrados para el género.
Mientras que algunas bandas hicieron declaraciones que la escena y los críticos han tomado como declaraciones genuinas condenando el nazismo, las declaraciones de otras bandas, por muchos críticos, han sido vistas simplemente como una táctica para poder tocar conciertos en vivo o no tener su música prohibida, Tal es el caso de Graveland, entre otros, que ha seguido apoyando abiertamente a los organizadores supremacistas blancos después de hacer declaraciones sobre ser "antipolíticos".